# Dom z zegarem słonecznym w Saint-Haon-le-Châtel
Dom z zegarem słonecznym w Saint-Haon-le-Châtel – wzniesiony w 1530 roku. Od 1983 roku posiada status monument historique, w kategorii classé MH (zabytek o znaczeniu krajowym).

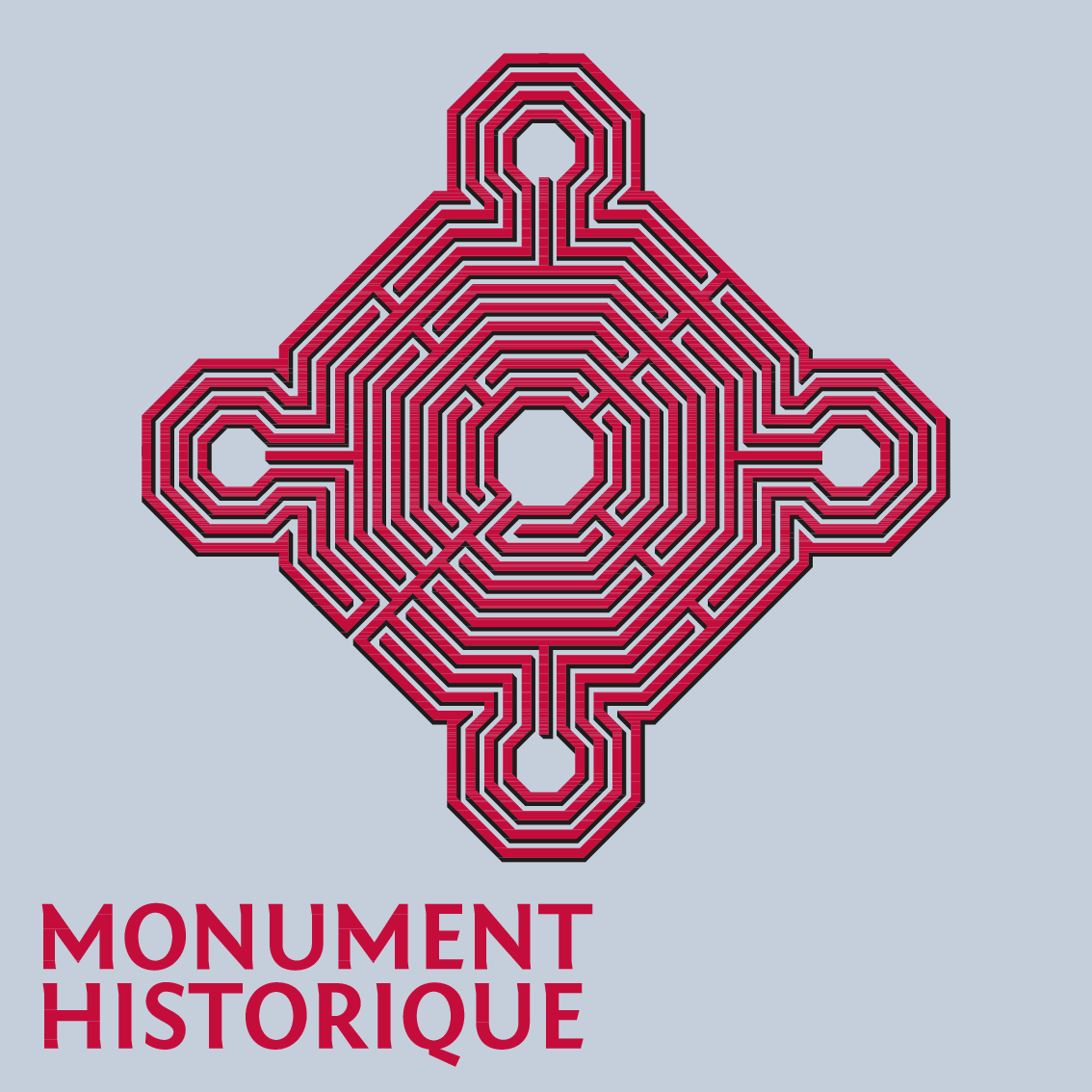
Logo monument historique - 2017

## Lokalizacja
Kamienica jest zlokalizowana na terenie miejscowości Saint-Haon-le-Châtel, przy 45 Chemin du Puits de la Garde, w departamencie Loara, w regionie Auvergne-Rhône-Alpes.

## Opis
Budynek wybudowany w 1530–1540 roku. W wieku XVII i XVIII został przebudowany. Pod ochroną konserwatorską znajdują się: fasady i dachy; kręcone schody i pokój dzienny z malowanym wystrojem; kominek na pierwszym piętrze; kominek na drugim piętrze z napisem. Budynek zawdzięcza swoją nazwę zegarowi słonecznemu umieszczonemu nad jednym z jego okien i widocznemu z ulicy. Tympanon drzwi wejściowych ozdobiony jest muszlą. Wewnątrz znajdują się piękne sufity i monumentalne kominki.

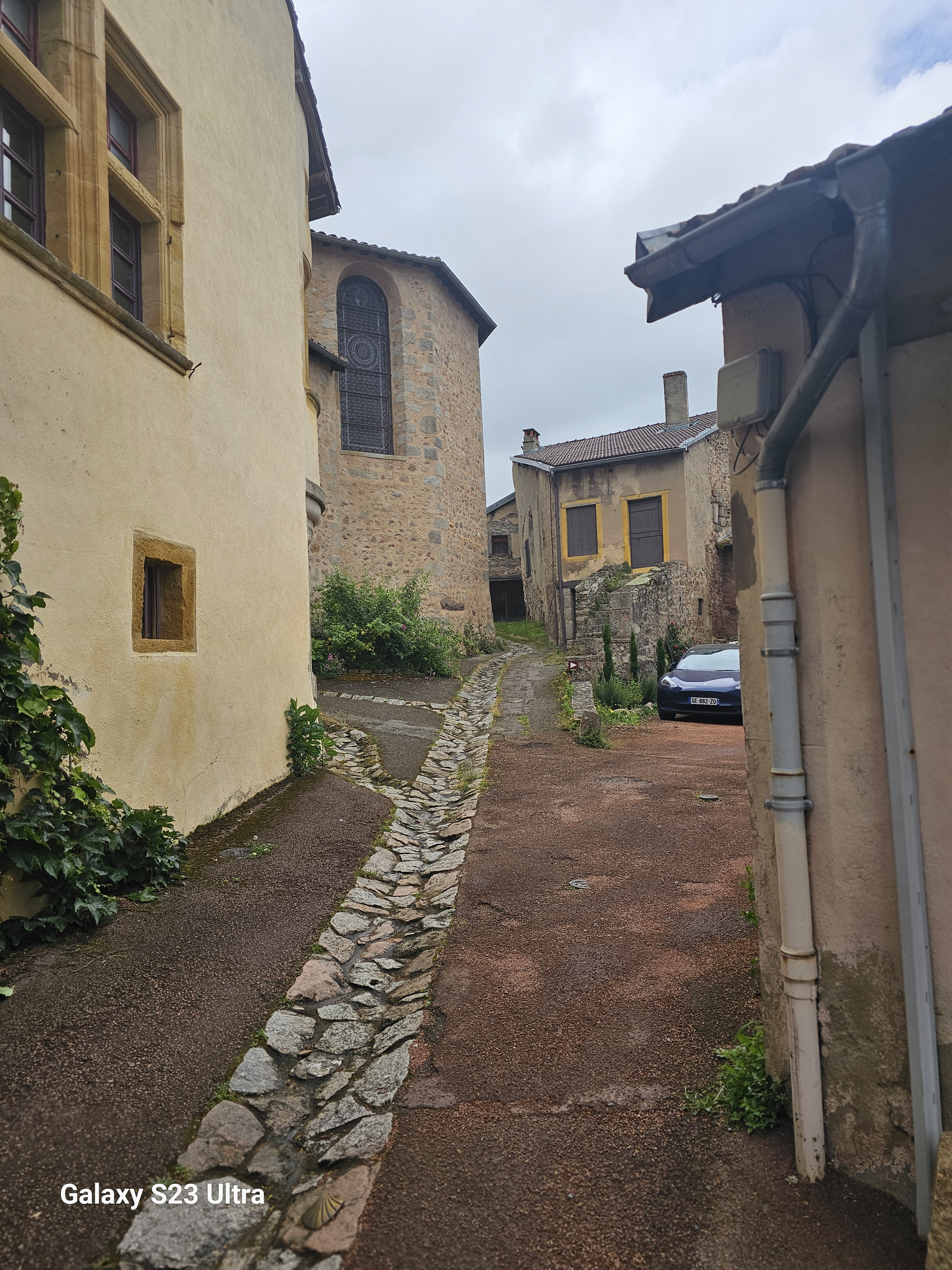
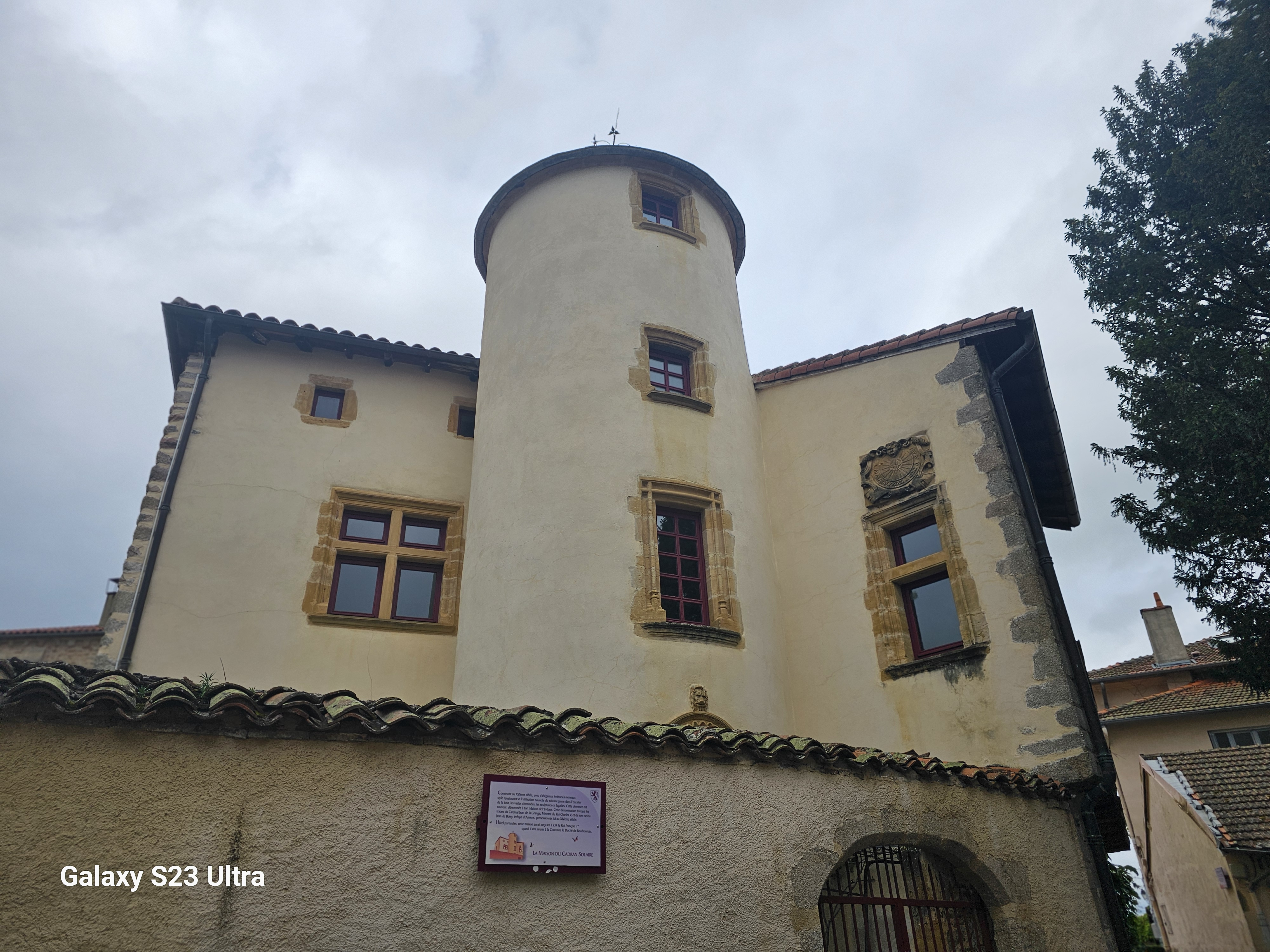
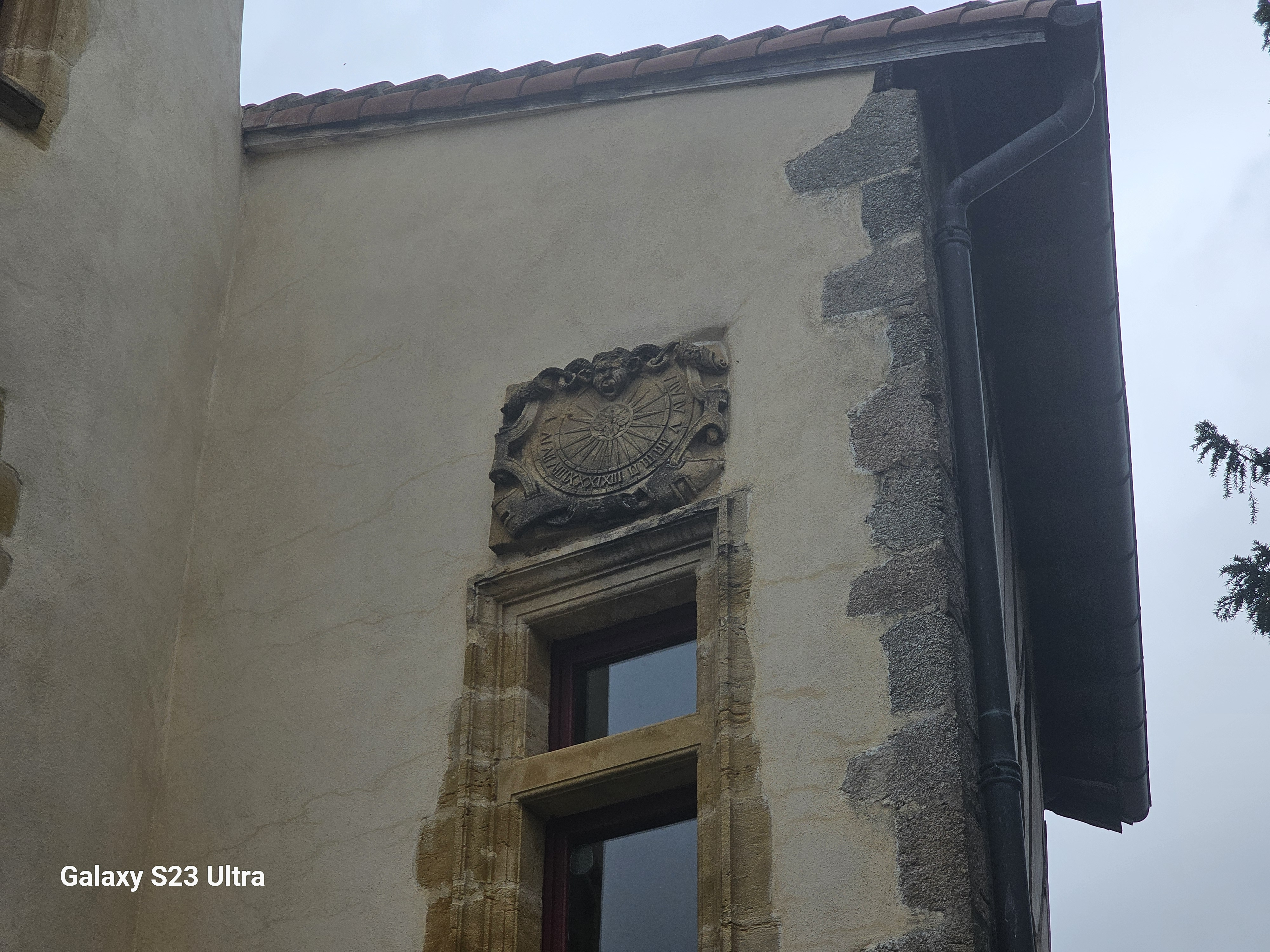
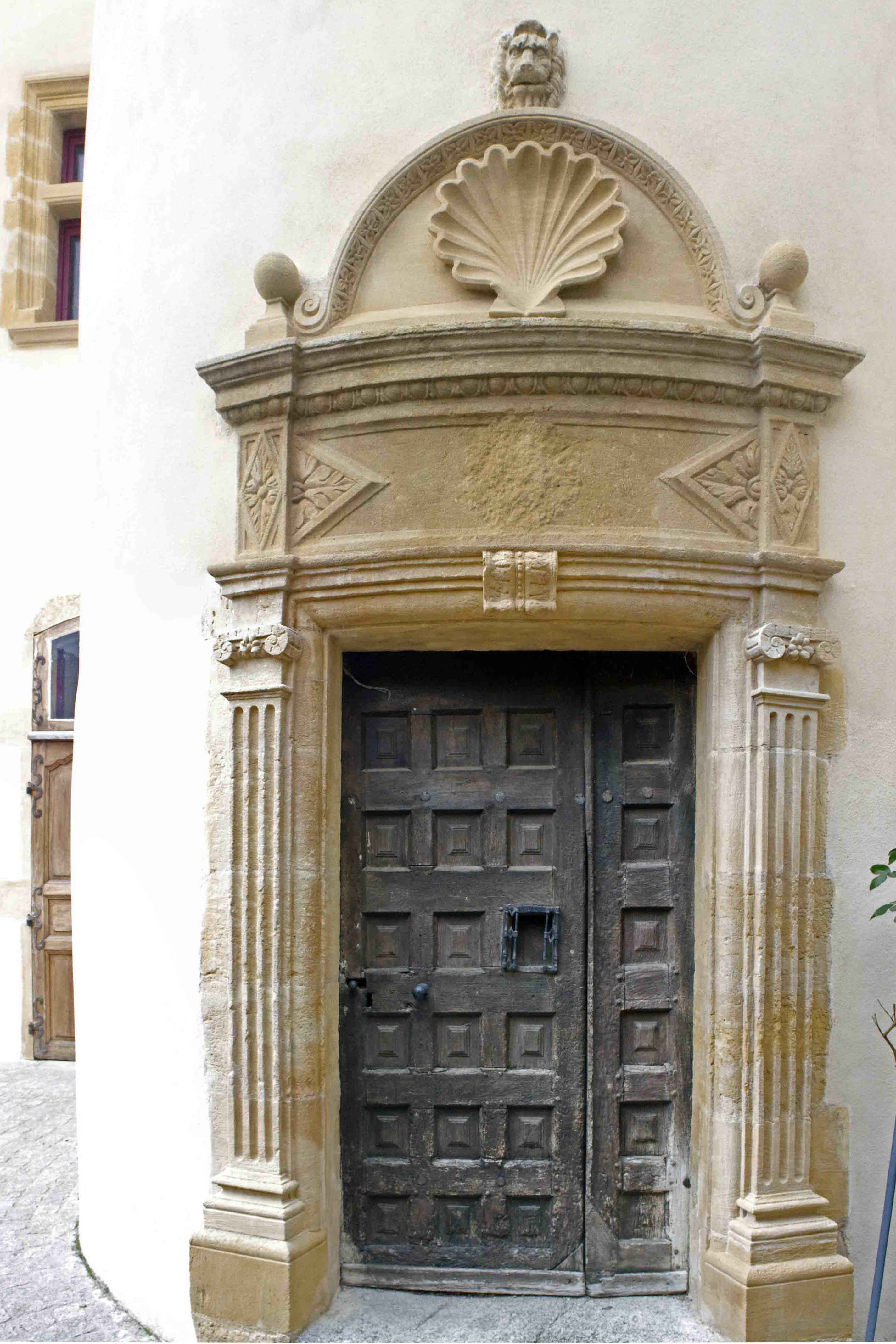